# ووفچانسک
شهر ووفچانسک (به روسی: Вовчанськ) در استان خارکف در کشور اوکراین واقع شده‌است. جمعیت این شهر ۲۰٬۶۹۵ نفر  است. (اکنون در اشغال نیروهای ارتش فدراسیون روسیه می باشد. )

## نگارخانه

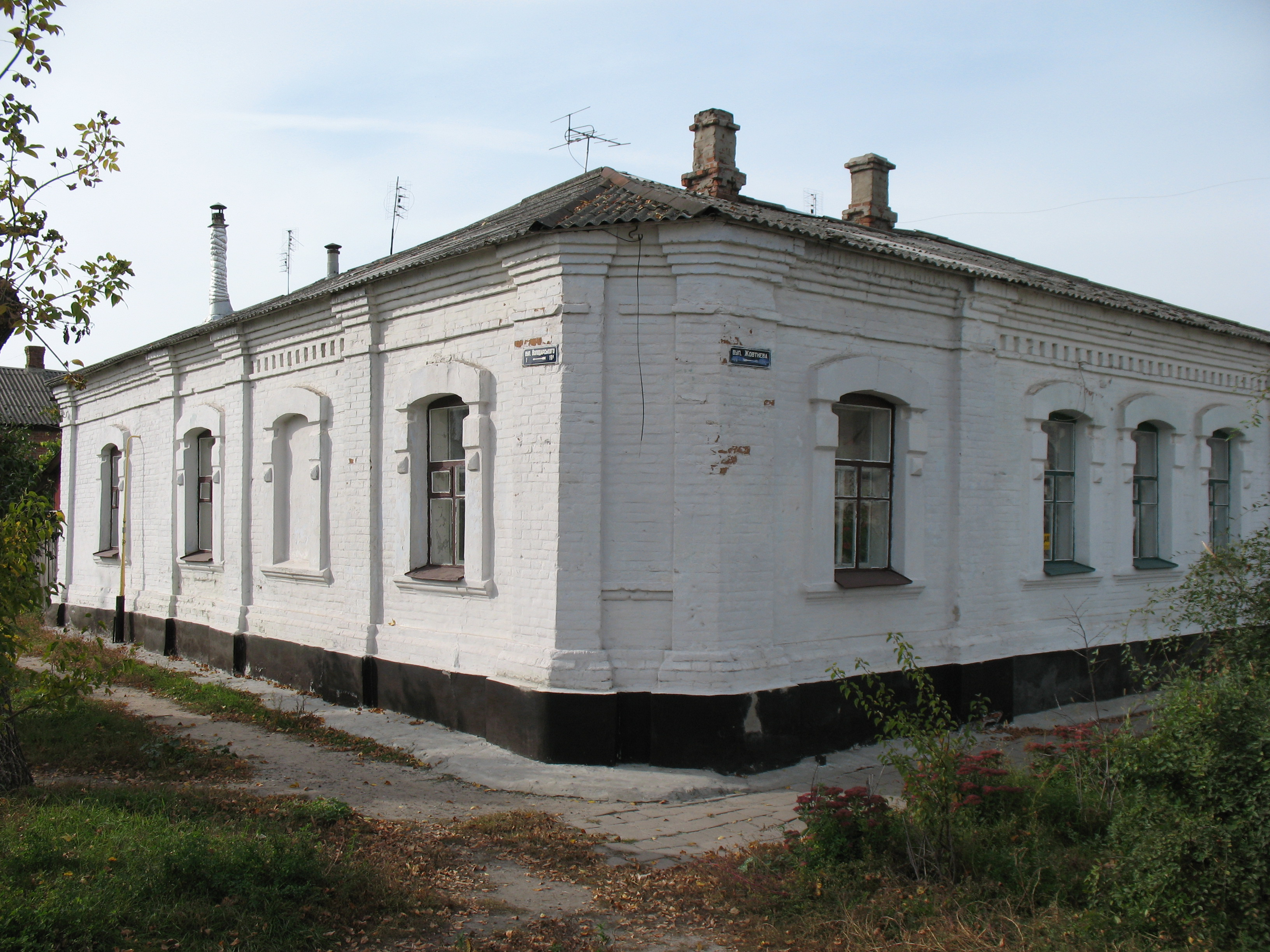
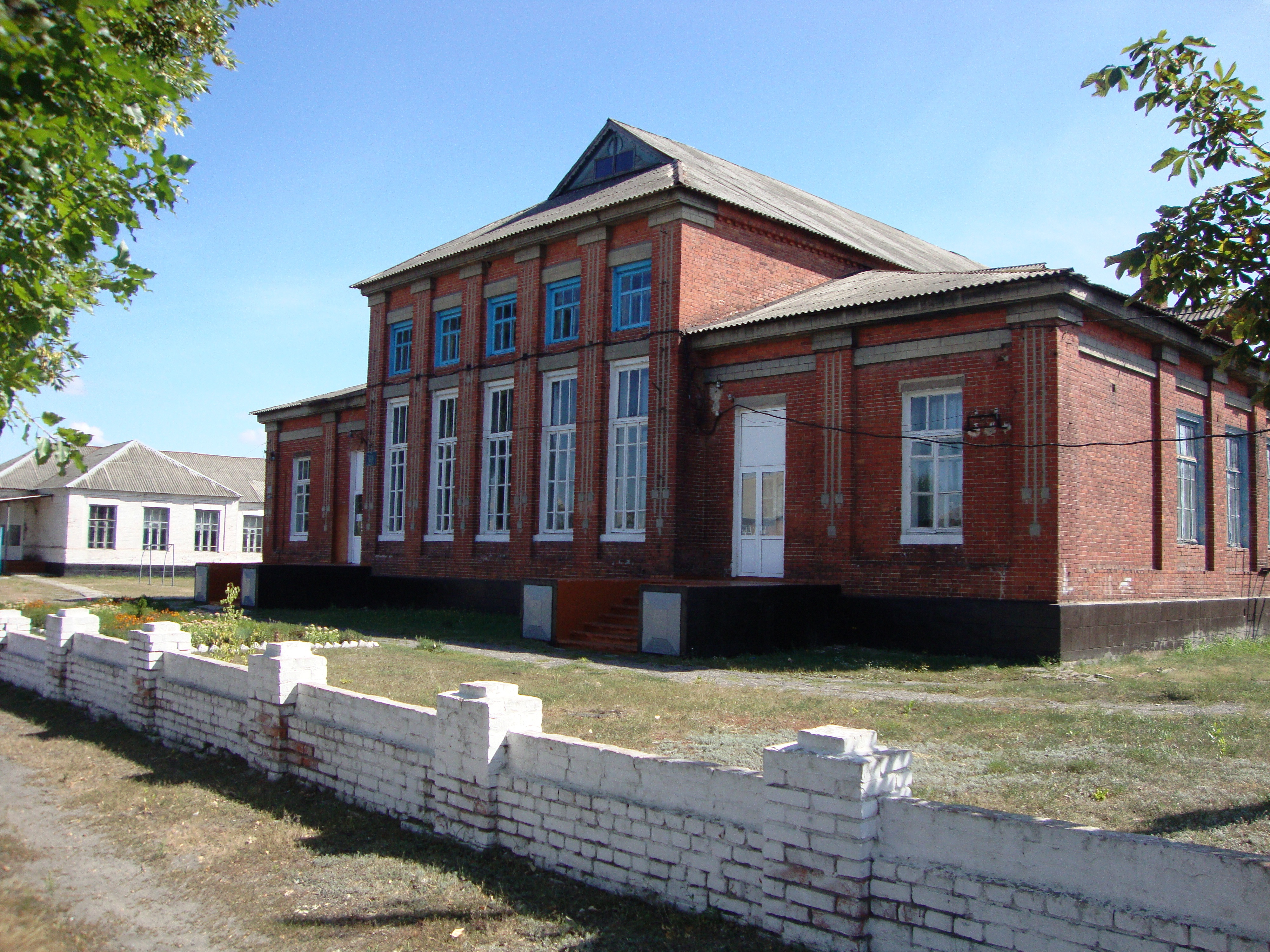
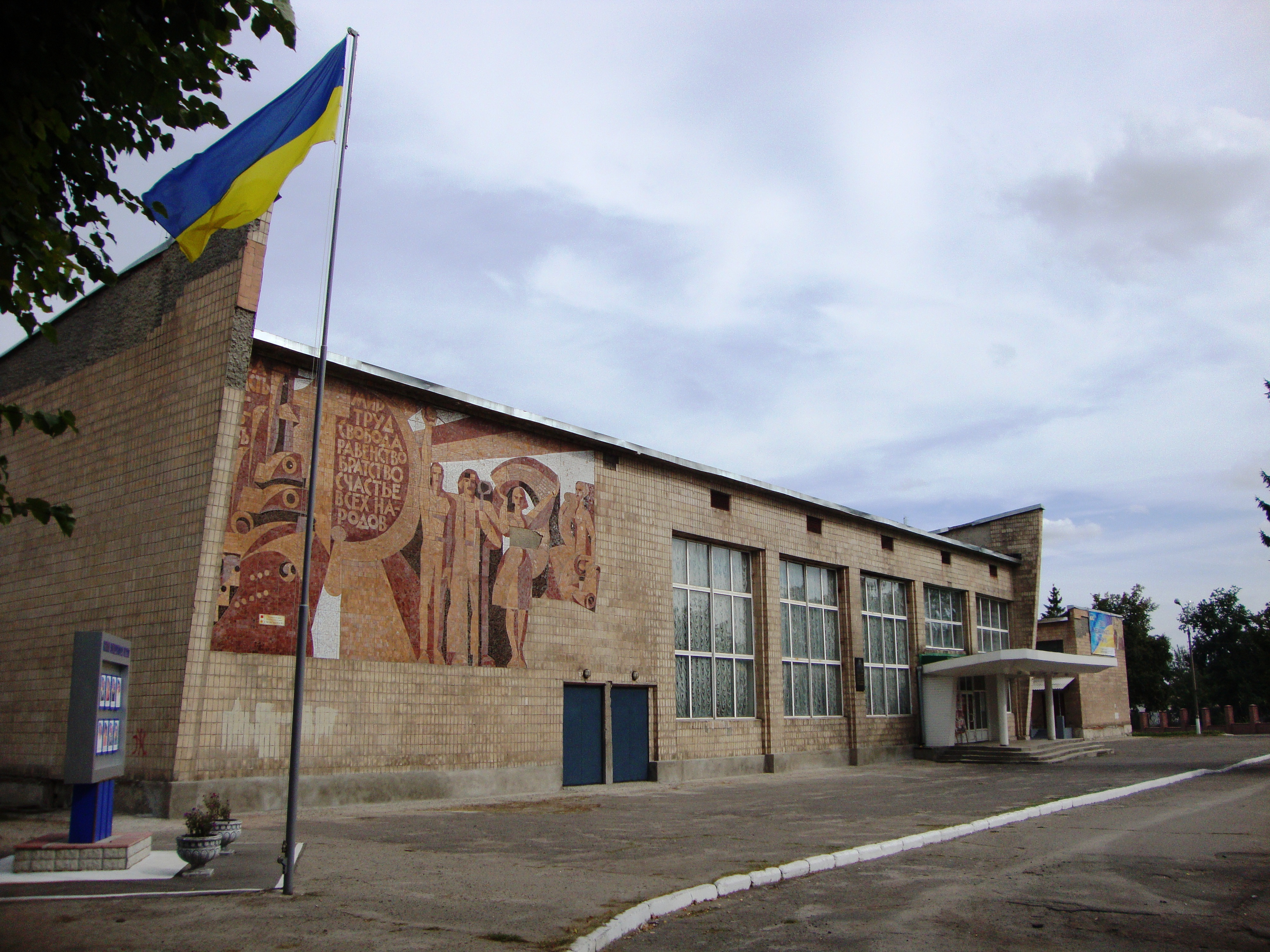
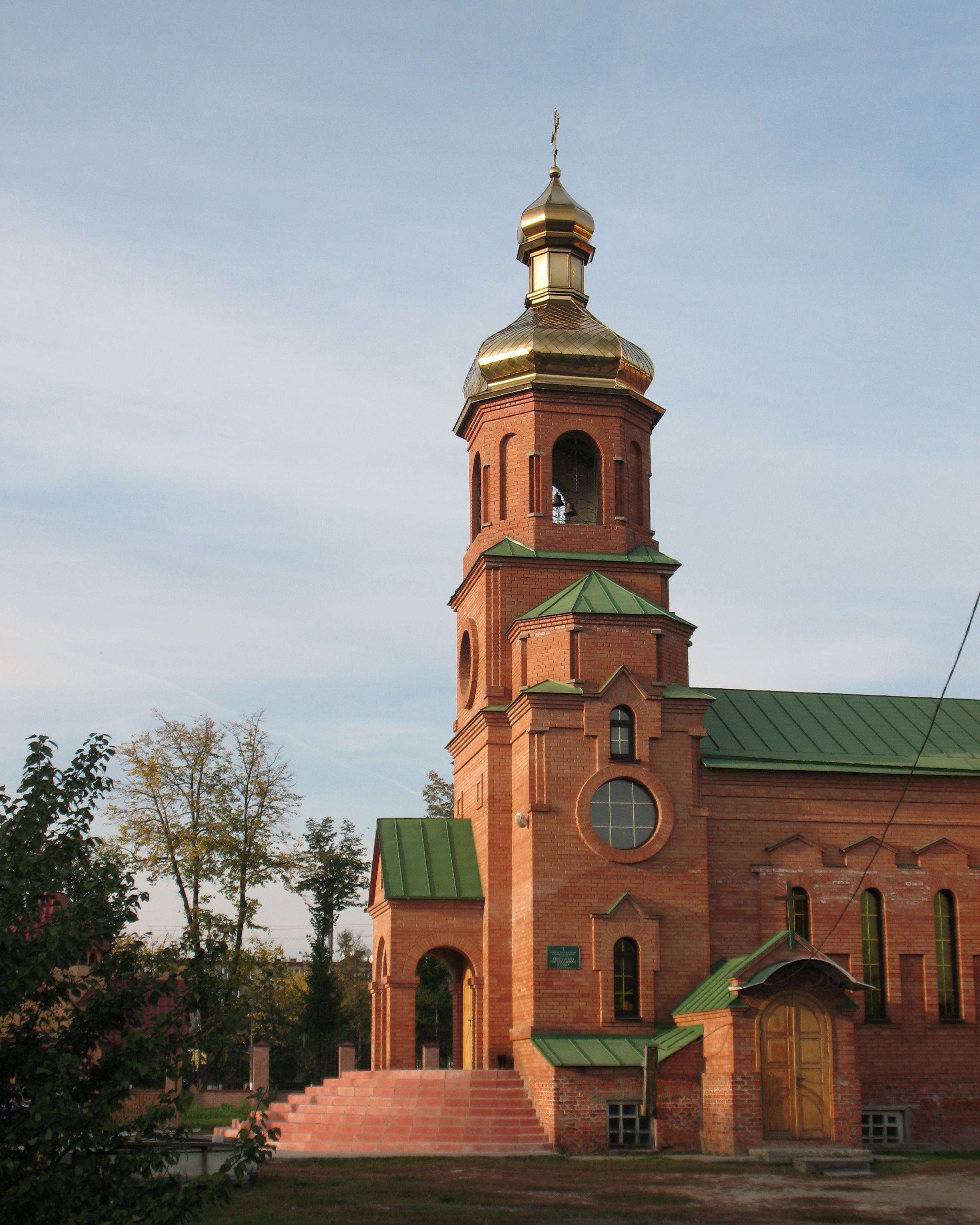
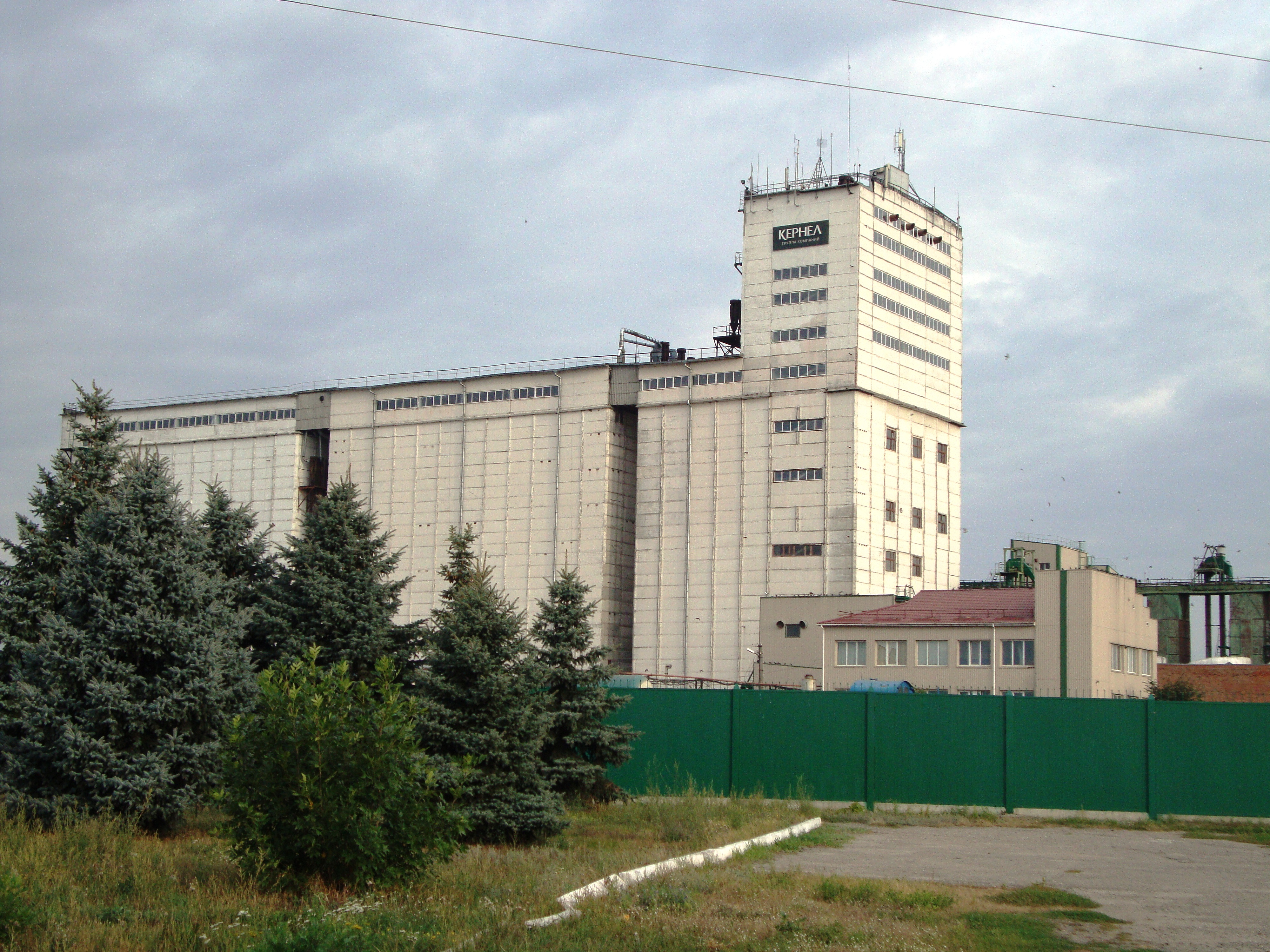
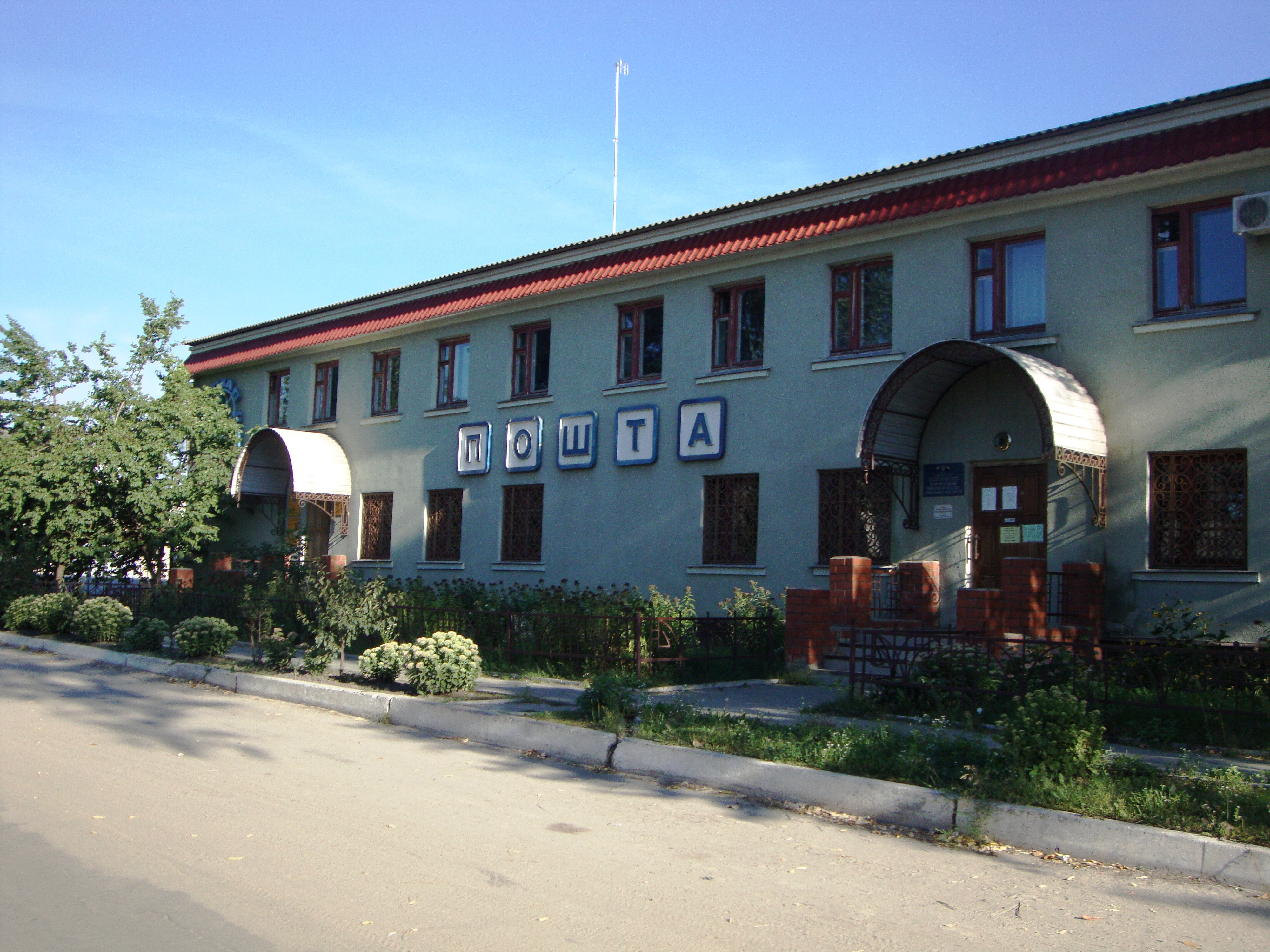
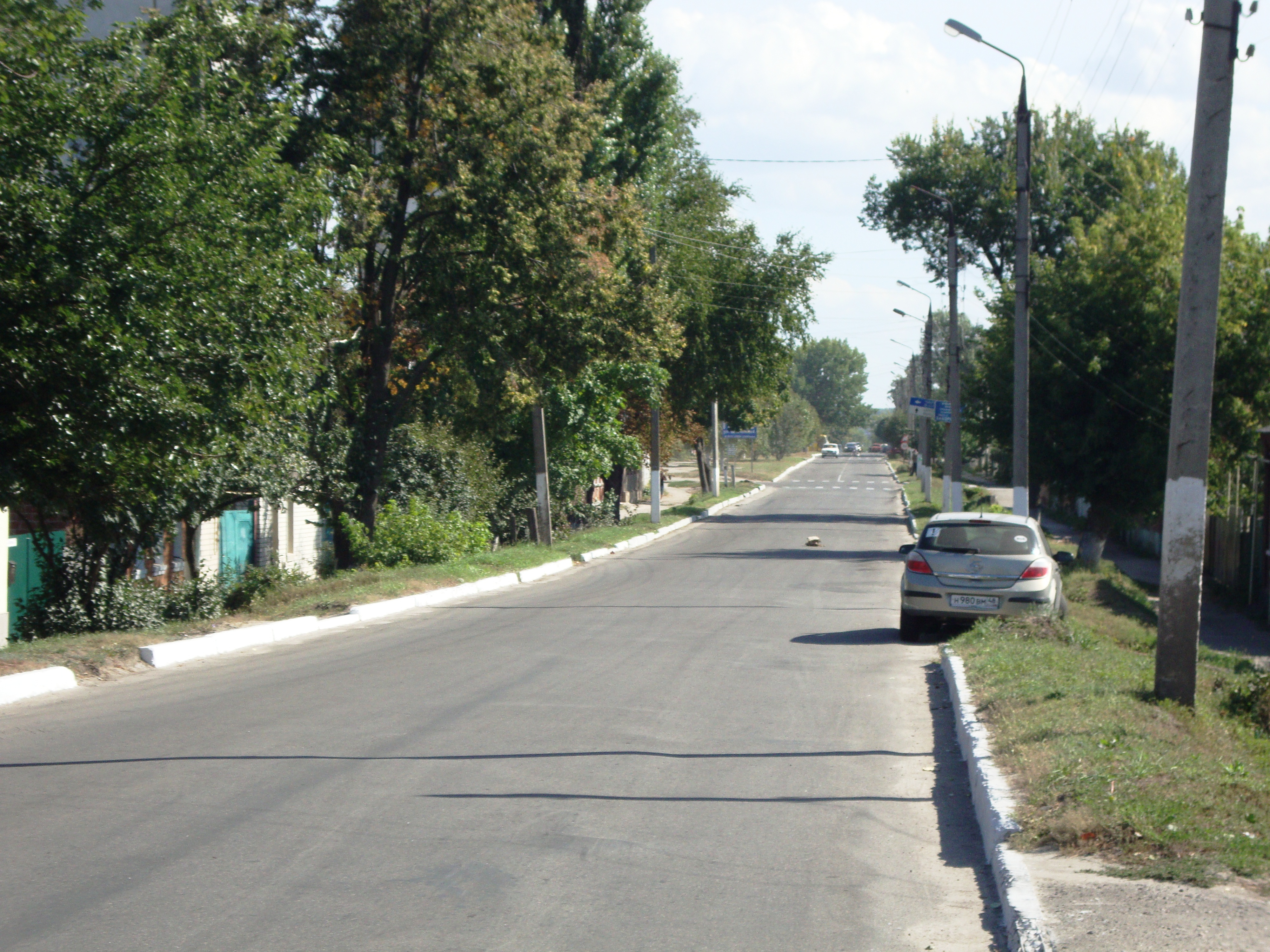
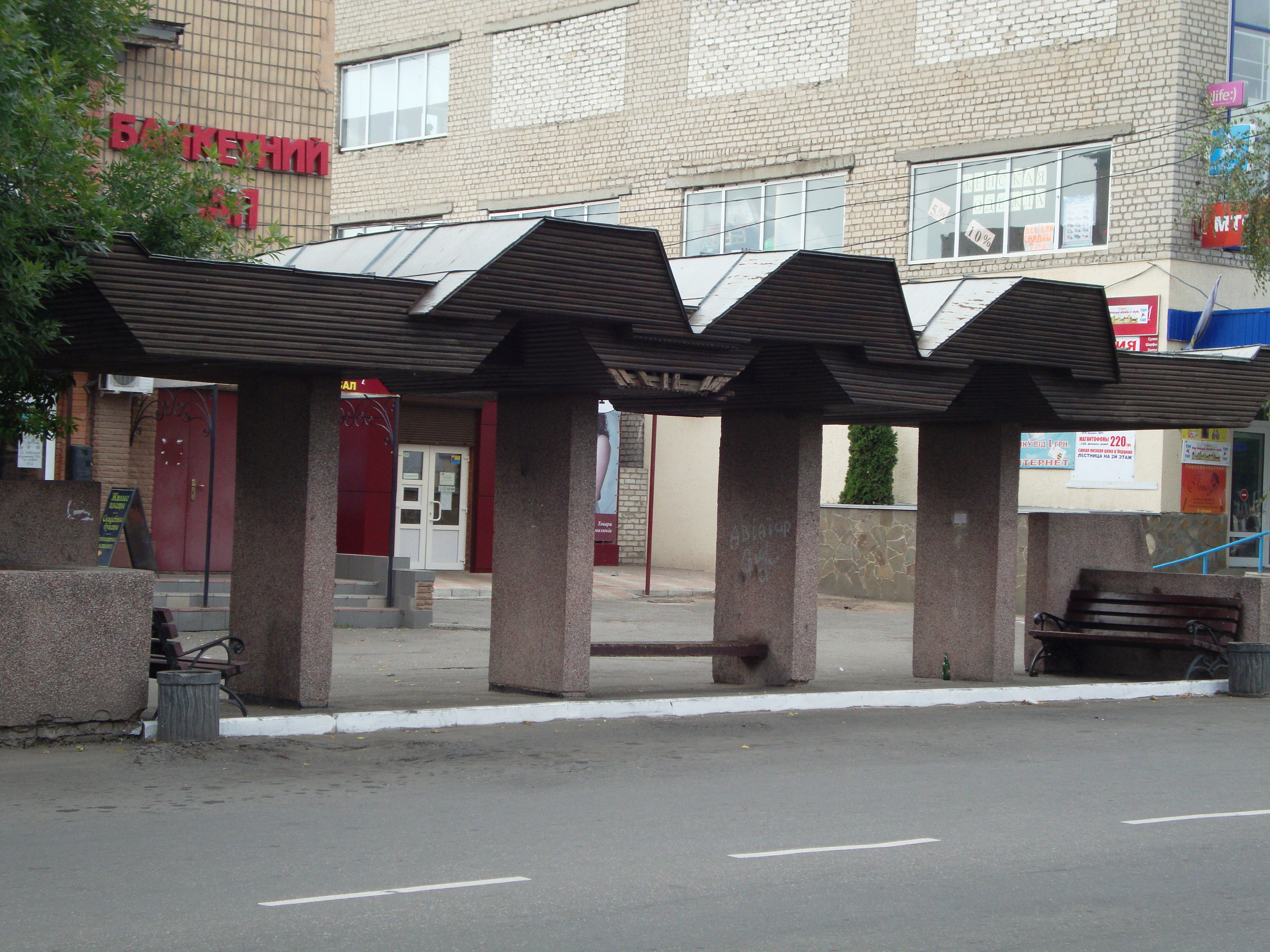
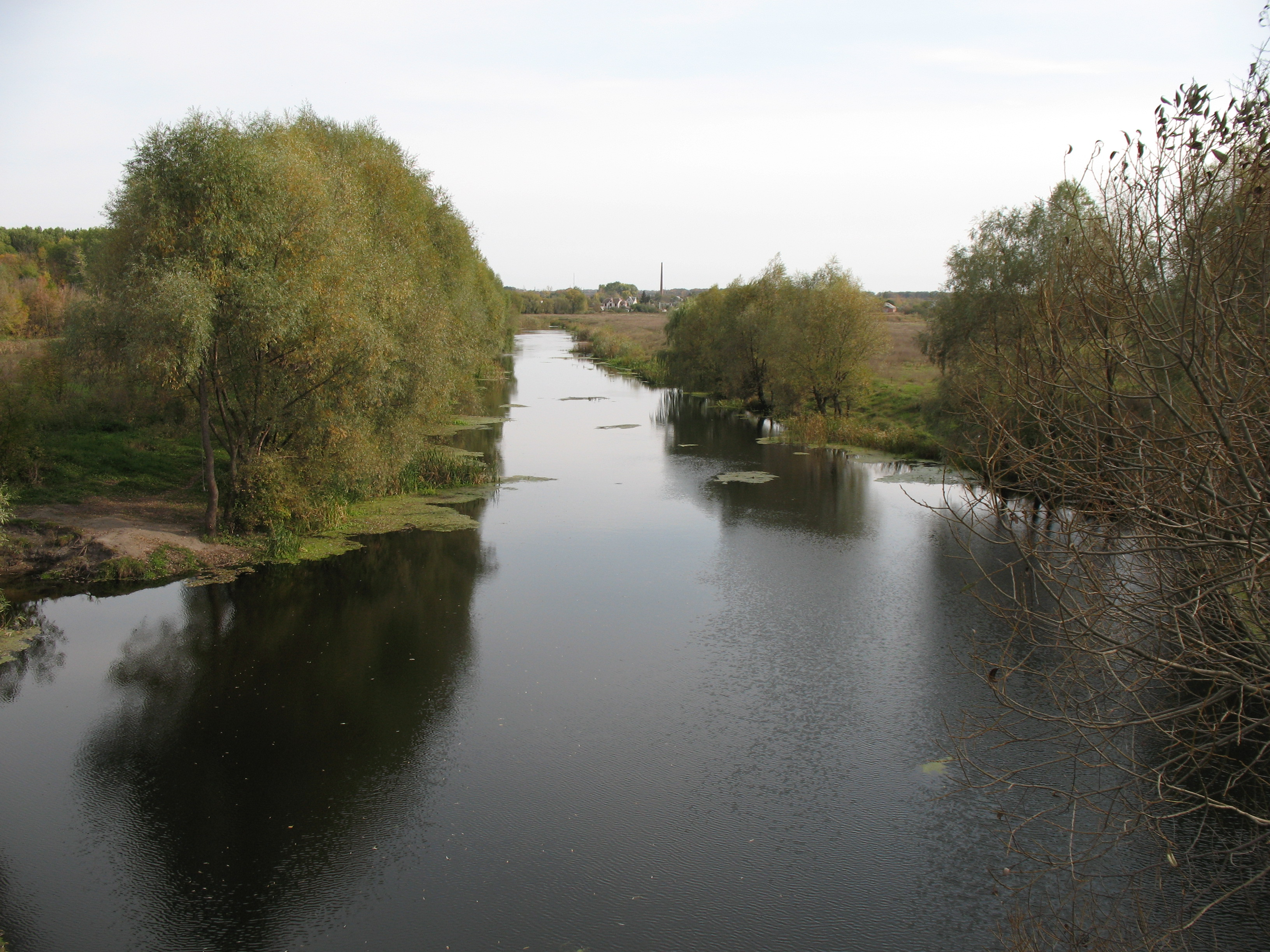